# Le Sac de Lyon par les calvinistes en 1562
Le Sac de Lyon par les calvinistes en 1562 aussi appelé Le Sac de Lyon par les réformés ou Sac du baron des Adrets, est un tableau à l'huile sur bois peint vers 1565, peu après l'événement représenté : les exactions iconoclastes des protestants à Lyon, au printemps 1562. Il est exposé au musée Gadagne, à Lyon.

## Description

### Contexte: début des Guerres de Religion

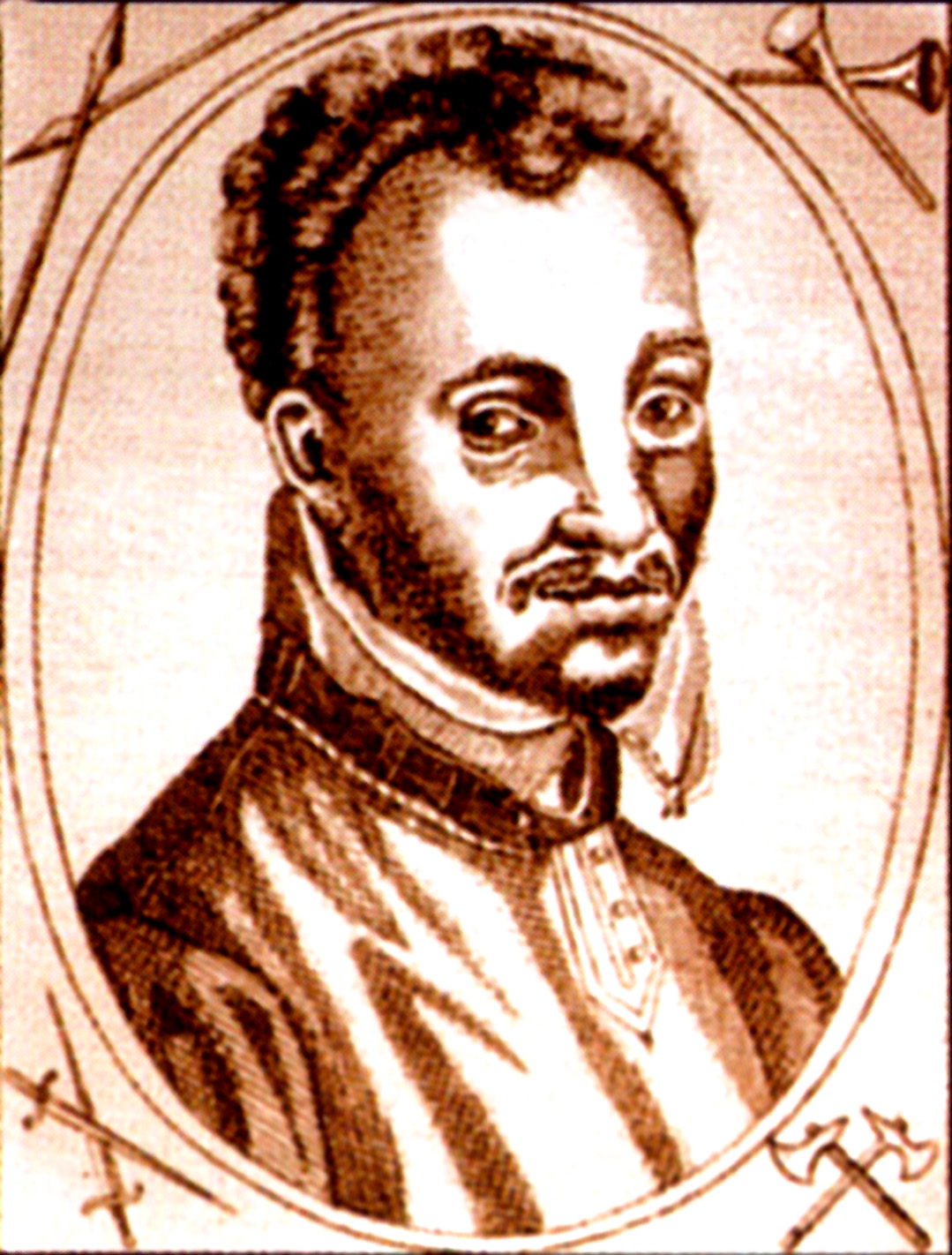
François de Beaumont, le baron des Adrets, gravure extraite de Le Baron des Adrets, éd. par Firmin-Didot et Cie, 1930

Au XVIe siècle, les idées humanistes de la Renaissance imprègnent profondément Lyon, cité cosmopolite du commerce et des imprimeurs, et en 1560 un tiers de la population est converti au protestantisme. Le 1er mars 1562 François de Guise, chef catholique, découvre que les protestants de la ville de Wassy (Haute-Marne) célèbrent leur culte dans leur ville et non en dehors, comme le veut l'édit de janvier 1562. Il ordonne alors à ses troupes de massacrer les réformés réfugiés dans une grange. À son retour à Paris, Guise est accueilli en héros et le peuple réclame une croisade contre les huguenots. Le massacre de Wassy déclenche une première « Saint-Barthélemy ». Des protestants sont massacrés à Sens, à Tours, dans le Maine et en Anjou. Ils prennent alors les armes sous la direction du prince Louis de Condé, qui prend alors Orléans. C'est le début des Guerres de Religion en France. Les protestants s'emparent par surprise de plusieurs grandes villes, et notamment de Lyon dans la nuit du 29 au 30 avril 1562, sous le commandement du François de Beaumont, dit le baron des Adrets, lequel devait, durant les mois suivants (mai-juillet 1562), continuer dans le Dauphiné et en Provence la série des massacres qui l'ont rendu tristement célèbre ("sauteries" de Valence, Romans, Pierrelatte, Bollène, Mornas, Saint-Marcellin et Montbrison entre autres).

### Lyon 1562, capitale protestante
Les troupes du baron des Adrets et de ses alliés locaux occupent la place du Change et la rue Saint-Jean. Le 2 mai 1562, de nombreuses destructions iconoclastes sont perpétrées : les statues de la façade de la primatiale Saint-Jean sont jetées à terre, les reliques brulées. La clôture du cloître de Saint-Jean et de l'église Saint-Just est rasée. Les images de Saint-Nizier sont détruites, de même que celles de l'abbaye d'Ainay. Les trésors du clergé sont saisis et vendus aux enchères, les cloches sont démontées pour être fondues et servir à la fabrication de monnaie destinée à la solde de la garnison. Le château de Pierre Scize, possession de l'archevêque de Lyon, est pris le 7 mai 1562.
Dans une lettre adressée le 13 mai 1562 au baron des Adrets, Jean Calvin réprouve les profanations et les vols (notamment le "butinage" des calices et des reliquaires) commis à Lyon par la soldatesque protestante, et invite son correspondant à mettre un terme à de tels abus. Le 17 juillet 1562 le baron des Adrets est remplacé par Jean V de Parthenay, prince de Soubise. Les violences cessent. Les ordres religieux ayant fui leurs couvents, on en profite pour réaménager l'espace urbain : percements de nouvelles rues, création des places des Cordeliers et de Confort.
En mars 1563, l'édit d'Amboise clôt la première guerre de religion et instaure une paix précaire. L'occupation protestante s'achève le 15 juin 1563 avec la nomination d'un nouveau gouverneur, François de Scépeaux, maréchal de Vieilleville, un modéré qui désarme les huguenots. S'ouvre alors un temps de coexistence marquée par l'entrée royale de Charles IX en 1564 et l'édification du temple de Paradis. La reprise de la controverse, favorisée par la puissance des presses lyonnaises, mène en 1567 à la reprise de persécutions catholiques, qui culmineront avec le grand massacre de la Saint-Barthélemy de l'été 1572.

### Représentation symbolique d'un épisode historique
Le tableau illustre les agissements iconoclastes des protestants à Lyon : pour lutter contre l'"idolâtrie catholique" - le culte des reliques et des images religieuses - les images du divin sont détruites. Ainsi, au premier plan, des soldats parodient une procession catholique. Au deuxième plan, les objets précieux sont vendus au prix des matières premières. Derrière sont brûlés des objets sacrés. La croix de l'église est démontée.

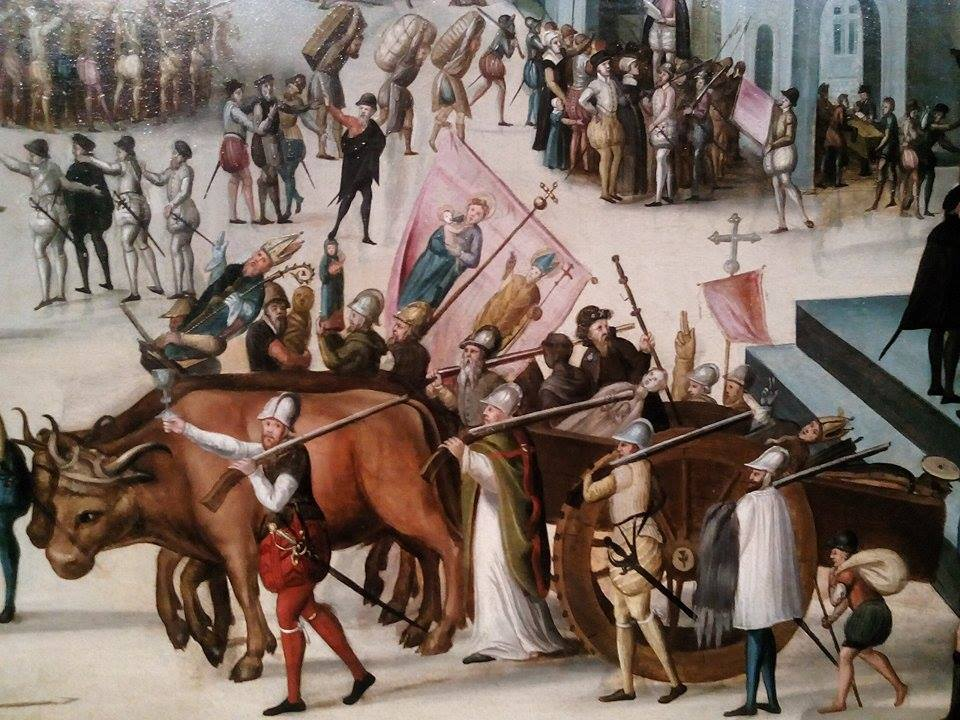
Détail. Parodie de procession catholique.
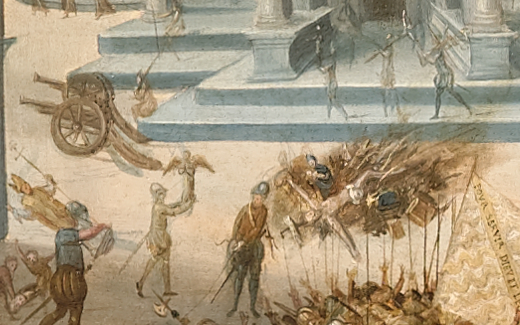
Détail. Bûcher des idoles.

## Les questions en débat

### La vision allégorique de Lyon

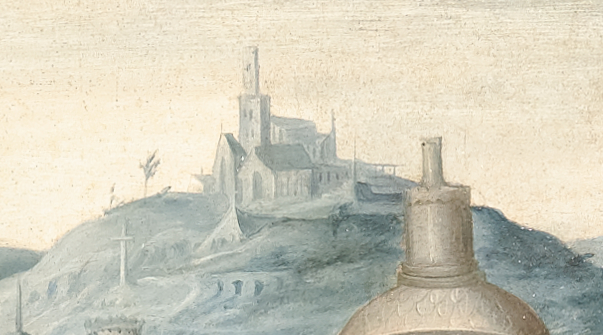
Détail. La colline de Fourvière.

La mise en scène du tableau, avec sa perspective centrale, est classique de la Renaissance, et ne témoigne pas de la topographie exacte de l'époque. La colline de l'arrière-plan pourrait correspondre à celle de Fourvière. L'église rotonde, quant à elle, évoque l'église de Saint-Nizier, qui à cette époque ne possède cependant qu'une tour-clocher. Les inscriptions latines, en revanche, localisent précisément l'action à Lyon.

### L'identité du peintre
En 1566, le peintre Antoine Caron effectue un tableau à la disposition et au sujet proche, Les massacres du Triumvirat, représentant l'accord politique entre Octave Auguste, Marc Antoine et Lépide en 43 avant J.-C. Le 6 avril 1561, le connétable de Montmorency, Jacques d'Albon et le Duc de Guise scellent un "triumvirat catholique". Le Prince de Condé, protestant, achète alors une représentation du tableau d'Antoine Caron pour dénoncer la violence qu'annonce cette alliance. Malgré la référence évidente à ce tableau, les historiens de l'art doutent aujourd'hui que Le Sac de Lyon par les Calviniste en 1562 soit de la main d'Antoine Caron. 

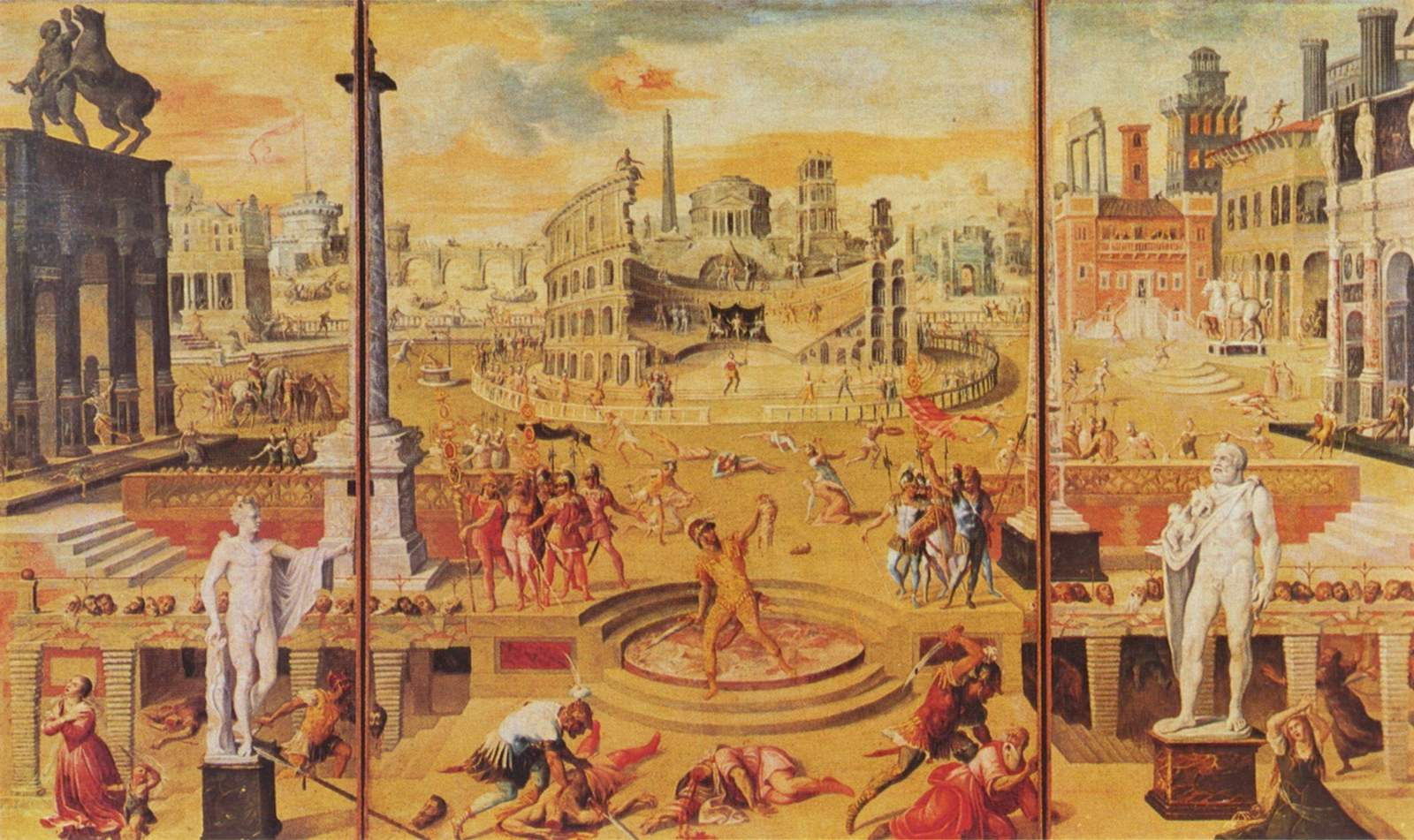
Le massacre du Triumvirat, Antoine Caron, 1566

### Une interprétation problématique

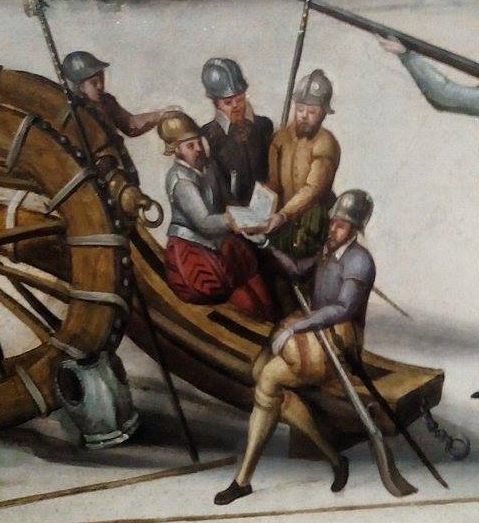
Détail. Soldats protestants lisant la Bible.

Le sujet choisi et le ton des inscriptions latines peut faire penser tout d'abord que l'artiste est au service de la propagande catholique. Pourtant, la violences contre les personnes n'est pas représentée, le sang ne coule pas, et seuls les objets du culte sont détruits (ce qui il est vrai, pour un catholique de l'époque, constituait une abomination absolue). La violence est comme maîtrisée ; on voit des soldats protestants lisant la Bible, écoutant le prêche du pasteur, priant à genoux. Un groupe prête serment devant une bannière où est écrit "Pour servir Dieu et le Roi". La condamnation sans appel exprimée par les inscriptions latines semble contraster avec la représentation plutôt "idéalisée" de l'événement. Aussi s'est-on demandé, à la suite d'Olivier Christin, si les inscriptions n'avaient pas été ajoutées plus tard, peut-être inspirées par les libelles catholiques publiés entre 1563 et 1567, ? La fragilité d'une telle hypothèse apparaît toutefois clairement aux lecteurs de la susdite lettre au baron des Adrets, où Calvin condamne catégoriquement, comme un "horrible scandale" propre à discréditer la Réforme voire à la faire haïr, des profanations très semblables à celles que représente le tableau : "Qui pis est, on a rapporté que quelqu'un des ministres s'estoit fourré parmi, jusqu'à en exposer en vente quelque quantité. Mais en premier lieu, si cela advenoit, il y aura un horrible scandale pour diffamer l'Évangile (...). Et de faict nous sommes bien certains que (...) tous les bons seigneurs qui tiennent nostre party, non seulement désavoueront tel acte, mais le détestent, d'autant que c'est pour exposer en opprobre la cause qui est si bonne et saincte en soi, et la rendre odieuse". Pour sauver une hypothèse si contraire aux convictions du "pape de Genève", il faudrait donc imaginer un artiste plus protestant même que Calvin, un extrémiste ou maximaliste, n'hésitant pas à représenter froidement des exactions que son leader réprouvait avec tant de force. 
| “La destruction de Lyon dépeinte [ici] démontre que les dogmes impies de Calvin se fondent sur le vol et le sang.” |
| “Telle était l'apparence des églises et de la ville de Lyon lorsque Calvin en détruisit les droits sacrés.”        |

## Histoire du tableau
Le tableau appartient au musée des Beaux-Arts de Lyon, qui l'a acquis en 1896 à un particulier, M. Groboz. Il est exposé depuis 1935 au musée Gadagne, le musée municipal de l'histoire de Lyon.